# Tonga (miasto)
Tonga – miasto w Kamerunie, w Regionie Południowo-Zachodnim. Liczy około 16,4 tys. mieszkańców.